# فريدرش لودفيغ (دوق شليسفيغ-هولشتاين-سوندربورغ-بيك)
فريدرش لودفيغ (بالألمانية: Friedrich Ludwig Herzog von Schleswig-Holstein-Sonderburg-Beck؛ 6 أبريل 1653-7 مارس 1728)؛ كان دوق شليسفيغ -هولشتاين-سوندربورغ-بيك وكذلك أصبح فيلد مارشال في الجيش البروسي، هو ابن أوغست فيليب ، دوق شليسفيغ هولشتاين سونديربيرغ بيك وزوجته الثالثة الكونتيسة ماري سيبيل من ناساو-ساربروكن.

## السيرة الذاتية
ولد فريدرش لودفيغ في قصر بيك (الآن جزء من بلدة لونه) آنذاك كانت قريبة من بلدة أولينبورغ، دوقية وستفاليا، مرغريفية براندنبورغ، كان مجرد الدوق الفخري، ولأنه الابن الثاني لم يتوقع أن يرث الألقاب، فقد ورثها فقط بعد وفاة فريدرش فيلهلم الأول ابن أخيه الأكبر الدوق أوغست، بحيث قُتل الدوق فريدرش فيلهلم في معركة فرانكافيلا بـ صقلية عام 1719، تاركاً خلفه زوجته الأرملة وابنتان صغار، شاركت زوجته الأرملة وحماتها في إدارة القصر وبعته لاحقاً إلى ابنه فريدرش فيلهلم الثاني في 1733.
في عام 1671 أصبح فريدرش لودفيغ ضباط كورنه في سلاح الفرسان بـ جيش براندنبورغ-بروسيا، وفي 1675 خلال الحرب السكونية شارك في معركة فيربلين بصفته ضباط الخيالة، وفي العام التالي أصبح كولونيلًا في فرسان هولشتاين، وفي 1690 عُيِّن فريدرش لودفيغ ملازمًا عامًا وحاكمًا لمدينة فيزل في عام 1690، وفي 1692 تم إلى رتبة الجنرال في سلاح المشاة وبعد ثلاث سنوات تم تعيينه قائد الوحدة في دوقية بروسيا وأقام في كونيغسبرغ، منحه قريبه من البعيد كريستيان الخامس ملك الدنمارك والنرويج نيشان وسام الفيل عام 1694 وعرض عليه الالتحاق بالخدمة في الجيش الدنماركي ليصبح حاكمًا للنرويج ، وهو ما رفضه.
في 17 يناير 1701 ، حصل فريدرش لودفيغ على وسام العقاب الأسود من الملك الجديد فريدرش الأول ملك بروسيا وبعد ذلك بوقت قصير تم تعيينه ستاتالتر في مملكة بروسيا وحاكم كونيغسبرغ، وأثناء الحرب الخلافة الإسبانية شارك في معركة أودينارد عام 1708، ومعركة مالبلاكيه عام 1709، وفي حصار ليل ومونس وتورناي، وتمت ترقيته أخيراُ إلى فيلد مارشال عام 1713، وكما ضمن الدوق الحياد لبروسيا خلال معظم الحرب الشمالية العظمى، توفي في كونيغسبرغ ودفن مع زوجته في كاتدرائية كونيغسبرغ.

## الزواج والذرية
في 1 يناير عام 1685 في أوغوستنبرغ تزوج فريدرش لودفيغ من لويز شارلوت من شليسفيغ-هولشتاين-سوندربرغ-أوغستنبرغ ابنة عمه إرنست غونثر دوق شليسفيغ-هولشتاين-سوندربرغ-أوغوستنبرج وأوغستا من غلوكسبورغ، أنجبا عدة أطفال:
- الأميرة دوروثيا (24 نوفمبر 1685 - 25 ديسمبر 1761).
- فريدرش فيلهلم الثاني دوق شليسفيغ-هولشتاين-سوندربورغ-بيك (18 يونيو 1687 - 11 نوفمبر 1749).
- الأمير فريدرش لودفيغ (25 أغسطس 1688 - 5 نوفمبر 1688).
- الأميرة صوفي شارلوت (15 أغسطس 1689 - 8 أكتوبر 1693).
- كارل لودفيغ دوق شليسفيغ-هولشتاين-سوندربورغ-بيك (18 سبتمبر 1690 - 22 سبتمبر 1774).
- الأميرة أميلي أوغست (22 سبتمبر 1691 - 11 أغسطس 1693).
- الأمير فيليب فيلهلم (10 يونيو 1693 - حوالي. نوفمبر 1729).
- الأميرة لويز ألبرتين (27 أغسطس 1694 - 10 يناير 1773)
- بيوتر أوغست دوق شليسفيغ هولشتاين سونديربيرغ بيك (7 ديسمبر 1697 - 22 مايو 1775).
- الأميرة صوفي هنرييت (18 ديسمبر 1698 - 9 يناير 1768)؛ تزوجت من ألبرشت كريستوف ، كونت دوهنا-شلوديان-ليستيناو ؛ تزوجت ابنتهما شارلوت من الأمير كارل أنطون أغسطس من شليسفيغ-هولشتاين-سوندربورغ-بيك.
- الأميرة شارلوت (15 مارس 1700 - 19 يوليو 1785).

خلف فريدرش لودفيغ ابنه الأكبر فريدرش فيلهلم الثاني (1687-1749) دوقًا ( توفي ابنه الوحيد الدوق فريدرش فيلهلم الثالث بـ معركة براغ عام 1757)؛ وفي النهاية أبناؤه الأصغر كارل لودفيغ (1690- 1774) ، وبيوتر أوغست (1697-1775) ومن خلال أحفاده هو سليل عائلات ملكية الدنماركية والنرويجية وكذلك البريطانية بيولوجياً ومدعون بالحق العرش في اليونان من خط الذكور.

## الهوامش

### الروابط الخارجية
- ثيودور هيرش (1878), "Friedrich Ludwig, Herzog von Schleswig-Holstein-Beck", Allgemeine Deutsche Biographie (ADB) (بالألمانية), Leipzig: Duncker & Humblot, vol. 8, p. 284
- أنطون بالتازار كونيغ (1789), [فريدرش لودفيغ bei Wikisource "فريدرش لودفيغ"], Biographisches Lexikon aller Helden und Militairpersonen, welche sich in Preußischen Diensten berühmt gemacht haben (بالألمانية), Berlin: Arnold Wever, vol. Band 2, pp. 168 {{استشهاد}}: تحقق من قيمة |URL= (help)صيانة الاستشهاد: التاريخ والسنة (link)